# 십육섭
십육섭(十六攝)은 중국음운론에서 중고음의 운모를 주모음과 운미에 따라 16종류로 통괄한 것이다. 이러한 주모음·운미의 차이에 따른 범주를 섭(攝) 또는 운섭(韻攝)이라고 한다.
『광운(廣韻)』의 운목을 크게 通攝・江攝・止攝・遇攝・蟹攝・臻攝・山攝・效攝・果攝・假攝・宕攝・梗攝・曾攝・流攝・深攝・咸攝으로 나누어 이름지은 것이다. 하나의 섭(攝)에 속하는 운은 『광운』에서도 이웃하여 존재하기에, 당초 절운(切韻)계 운서에서 섭과 비슷한 사고방식으로 운(韻)을 배열했다고도 말할 수 있다.
하나의 섭은 복수의 운을 포함하지만, 이들은 개합(開合), 등호(等呼), 사성(四聲) 따위에 따라 구별된다.
| 주모음 / 운미 | ø  | ø  | -i | -u | -m -p | -n -t | -ŋ -k | -ŋ -k | -ŋ -k |
| ------------- | -- | -- | -- | -- | ----- | ----- | ----- | ----- | ----- |
| /ɑ/, /a/      | 果 | 假 | 蟹 | 效 | 咸    | 山    | 宕    | 梗    | 江    |
| /ə/           | 遇 | 遇 | 止 | 流 | 深    | 臻    | 曾    | 曾    | 通    |

『광운』의 운목(平聲, 괄호 안은 거성전용 韻)을 16개 섭으로 정리하면 다음과 같이 된다. 실제 『운경(韻鏡)』에서 廢韻은 止攝의 微韻에 대응하는 입성(入聲) 위치에 놓여 있다.
- 通攝: 東, 冬, 鍾
- 江攝: 江
- 止攝: 支, 脂, 之, 微
- 遇攝: 魚, 虞, 模
- 蟹攝: 齊, (祭), (泰), 佳, 皆, (夬), 灰, 咍, (廢)
- 臻攝: 眞, 諄, 臻, 文, 欣, 魂, 痕
- 山攝: 元, 寒, 桓, 刪, 山, 先, 仙
- 效攝: 蕭, 宵, 肴, 豪
- 果攝: 歌, 戈
- 假攝: 麻
- 宕攝: 陽, 唐
- 梗攝: 庚, 耕, 淸, 靑
- 曾攝: 蒸, 登
- 流攝: 尤, 侯, 幽
- 深攝: 侵
- 咸攝: 覃, 談, 鹽, 添, 咸, 銜, 嚴, 凡

십육섭의 명칭은 『광운』, 『칠음략(七音略)』, 『절운지장도(切韻指掌圖)』에는 보이지 않는다. 『사성등자(四聲等子)』, 『오음집운(五音集韻)』, 『경사정음절운지남(經史正音切韻指南)』에는 십육섭을 명기하지만, 『사성등자』에서는 江攝과 宕攝, 假攝과 果攝, 曾攝과 梗攝을 통합시켜 십삼섭으로 되어 있다.